# Partido Revolucionario Febrerista
Die Partido Revolucionario Febrerista (PRF) ist eine demokratisch-sozialistische paraguayische politische Partei. Sie hat ihren Ursprung in der Revolution vom 17. Februar 1936 – daher rührt auch ihr Name.

## Geschichte
Im Februar 1936 brachte der Febreristische Revolution genannte Militäraufstand Rafael Franco an die Macht. Die Bewegung gab sich den Namen Union Nacional Revolucionario. Durch den Putsch des Oberst Ramón Paredes am 13. August 1937 wurde die Febreristas ins Exil getrieben.
1945 reorganisierte sich die Bewegung unter dem Namen Concentration Revolucinaria Febrerista.
1946 bildeten die Febreristas eine Koalition mit den Colorados, die den Präsidenten Higinio Morínigo unterstützte. Anfang 1947 verließen sie die Koalition wieder. In dem darauf folgenden paraguayischen Bürgerkrieg kämpften die Febreristas an der Seite der Liberalen und der Kommunisten gegen die Colorados.
Am 11. Dezember 1951 wurde bei einem Kongress in Buenos Aires die Partei mit dem Namen Partido Revolucionario Febrerista gegründet, die Führer des als Bloque de la Defensa de la Revolución bezeichneten linken Flügels wurden dabei ausgeschlossen.
Der radikale Flügel Vanguardia Febrerista und der Renovador Flügel der Partido Liberal gründeten am 4. Mai 1959 die Guerilla-Gruppe Movimiento Catorce de Mayo (Bewegung des 14. Mai), die bis Dezember 1960 einen bewaffneten Kampf gegen das Stroessner-Regime führte.
1964 nahmen die Febreristas ein Amnestieangebot Stroessners an, die meisten ihrer Führer kehrten nach Paraguay zurück und beteiligten sich als loyale Opposition am politischen Leben des Landes. Es gelang ihnen, einige Sitze im Kongress zu erringen.
Nach der Verabschiedung des Verfassungszusatzes von 1977, der die Beschränkung des Präsidentenamtes auf zwei Amtsperioden aufhob, verließen die Febreristen den Kongress und schlossen sich dem Acuerdo Nacional an.
Seit 1980 ist die Partido Revolucionario Febrerista Mitglied der Sozialistischen Internationale.

## Heutige Lage
2007 schlossen sie sich der Alianza Patriótica para el Cambio und unterstützten Fernando Lugo, der 2008 zum Präsidenten Paraguays gewählt wurde.
Die Partido Revolucionario Febrerista hat 11.730 Mitglieder (Stand Oktober 2007).